# 哈罗德·韦斯特
哈罗德·韦斯特（英語：Harold West，1899年12月10日—1973年8月7日），英国前男子赛艇运动员。他曾代表英国参加1928年夏季奥林匹克运动会赛艇比赛，获得男子八人单桨有舵手银牌。